# María Eugenia Talerico
María Eugenia Talerico (Colón, Buenos Aires; 26 de febrero de 1971) es una abogada penalista especializada en integridad financiera.
Durante la presidencia de Mauricio Macri, fue cuatro años vicepresidente de la UIF, Unidad de Información Financiera, que es la oficina del estado argentino que se encarga de prevenir el lavado de activos y el financiamiento del terrorismo.

## Formación
María Eugenia Talerico cursó sus estudios universitarios en la facultad de derecho de la Universidad de Belgrano. Egresó con el título de Abogada, con distinción de Honor, en el año 1993.

## Actividad institucional
En 2010 fue Miembro titular del Tribunal de Disciplina del Colegio Público de Abogados de la Capital Federal. Fue reelecta en el cargo en dos oportunidades: período 2012-2014 y 2014-2016.
En 2014 fue integrante del Jurado de Enjuiciamiento de Magistrados, del Consejo de la Magistratura de la Ciudad de Buenos Aires.

## Gestión en la UIF
Entre 2016 y 2019 fue Vicepresidente de la Unidad de Información Financiera (UIF), siendo Mariano Federici el presidente.
Durante dicha gestión se creó el Registro Público de Personas y Entidades vinculadas a actos de Terrorismo y su Financiamiento.
La UIF tuvo participación activa en el juicio contra José López.
Con la UIF como querellante en causas de corrupción se aplicó por primera vez el artículo 305 del Código Penal En 2024 se opuso a los cambios en la SI argumentando que las nominaciones a la Secretaría de Inteligenci 'na persona que fue consejera escolar a ser número uno, me estoy refiriendo a Neiffert, que era amigo de Caputo. Hay ahí todo un entramado de relaciones que tienen que ver con lo personal y no con lo técnico y lo idóneo"
Representó a la UIF ante contrapartes extranjera (UIFs) y otras autoridades del exterior en reuniones de alto nivel en asuntos ALA/CFT y 

## Actividad reciente
En 2021 fue miembro fundadora del partido Identidad Peronista, que se propuso representar un peronismo moderado dentro de la coalición Juntos por el Cambio. Luego se alejó de esa agrupación e integró la lista de Diputados Nacionales del economista Ricardo López Murphy en la Ciudad de Buenos Aires como parte del partido Republicanos Unidos, miembro de la misma coalición. La lista "Republicanos" fue derrotada en las internas por la lista "Juntos Podemos Más" encabezada por la exgobernadora de Buenos Aires María Eugenia Vidal, pero logró conseguir una banca para López Murphy y dos en la Legislatura porteña, que quedaron en manos de Roberto García Moritán y Marina Kienast.
En el año 2023 fue candidata al Senado Nacional por la Provincia de Buenos Aires en la lista de Patricia Bullrich (Juntos por el Cambio), encabezada por el radical Maximiliano Abad. Su lista se impuso frente a la que integraron José Luis Espert y Cynthia Hotton, pero Talerico no resultó electa al ser derrotada por Unión por la Patria. Posteriormente, apoyó a Javier Milei de cara al balotaje contra Sergio Massa y luego de la victoria del libertario quiso formar parte de su gabinete como titular de la Dirección Nacional de Migraciones, cargo que inicialmente le fue ofrecido por Guillermo Francos, pero antes de la asunción presidencial se revirtió esa oferta y no formó parte del gobierno.
Junto a Ricardo López Murphy y Javier Iguacel, Talerico denunció a los jueces que en su momento habían pedido la anulación de la investigación del caso de corrupción conocido como Caso Chocolate. Dicha denuncia fue exitosa puesto que resultó en la reapertura de la investigación.
En 2025, ahora en carácter de opositora al gobierno de Javier Milei, anunció su participación en las elecciones legislativas, donde buscará consagrarse como Diputada Nacional por la Provincia de Buenos Aires. Con ese fin registró la alianza Potencia, que cuenta con el aval del Movimiento de Integración y Desarrollo, el Partido Demócrata y el Partido Nacionalista Constitucional - UNIR.

## Historial electoral
|  | 11,36 % |

|  | 47,09 % |

|  | 17,24 % |

|  | 26,38 % |